# Sousa (tiểu vùng)
Sousa là một tiểu vùng thuộc bang Paraíba, Brasil. Tiều vùng này có diện tích 4785 km², dân số năm 2007 là 173662 người.